# A veszélyes homoktölcsér
A veszélyes homoktölcsér a Vízipók-csodapók című rajzfilmsorozat második évadának tizenharmadik epizódja. A forgatókönyvet Kertész György írta.

## Cselekmény
Keresztespók csónakázás közben megijed, és a túlparti veszélyes oldalon akar kiszállni, hogy mielőbb szárazföld legyen a talpa alatt. Csakhogy azt a partszakaszt nem hiába nevezik így!

## Alkotók
- Rendezte és tervezte: Szabó Szabolcs, Haui József
- Írta: Kertész György
- Dramaturg: Bálint Ágnes
- Zenéjét szerezte: Pethő Zsolt
- Operatőr: Polyák Sándor
- Segédoperatőr: Pethes Zsolt
- Hangmérnök: Bársony Péter
- Hangasszisztens: Zsebényi Béla
- Effekt: Boros József
- Vágó: Czipauer János
- Háttér: Neuberger Gizella
- Rajzolták: Farkas Antal, Hernádi Oszkár, Katona János, Kricskovics Zsuzsa, Madarász Zoltán, Váry Ágnes
- Kihúzók és kifestők: Varga Béláné, Zimay Ágnes
- Színes technika: György Erzsébet
- Gyártásvezető: Vécsy Veronika
- Produkciós vezető: Mikulás Ferenc

Készítette a Magyar Televízió megbízásából a Pannónia Filmstúdió és a Kecskeméti Filmstúdió

## Szereplők
- Vízipók: Pathó István
- Keresztespók: Harkányi Endre
- Katica: Gyurkovics Zsuzsa
- Szürke hangya: Benkő Márta
- Narancssárga hangya: Mányai Zsuzsa
- Ormányos bogár: Miklósy György
- Ormányos bogár lánya: Besztercei Zsuzsa
- Hangyakirálynő: Pádua Ildikó